# 痛ぶる恋の、ようなもの
『痛ぶる恋の、ようなもの』（いたぶるこいのようなもの）は、2024年3月8日（7日深夜）から3月29日（28日深夜）までテレビ東京系列の「木ドラ24」枠にて放送されたテレビドラマ。主演はテレビ東京のドラマ初主演の望月歩。
主人公の男性がアプリを通して目撃してしまった彼女の生々しい浮気をきっかけに揺れ動く感情が描かれる。This is LASTの楽曲の世界観が原案となっている。

## あらすじ
芸術大学3年生の根津晴は映像制作を学んでいる。初めて監督として作品を制作しようとするが、主題を何にすればいいか決まらずに悩んでいる。
そんな晴の様子を気にした同期でカメラマンをしている吉川和也のスマホに「モータス」の通知が届く。「モータス」はフィルターなしのリアルな投稿をするスマホアプリで、晴は全く興味がなかったが、後輩・臼井都の投稿に晴の彼女・久我ユリがほかの男性と浮気をしている現場が写り込んでいるのを目撃してしまう。
いろんな痛みや葛藤を感じながらも「ダメだと理解している一方で、心が離れない恋愛」は大学生活の中で続いていく。

## キャスト

### 主要人物
根津晴
演 - 望月歩
芸術大学で映像制作を学ぶ。初めて監督として作品制作に取り掛かる。
久我ユリ
演 - 小川未祐
晴の彼女。浮気性で多くの男性と関係を持つ。
臼井都
演 - 河村花
晴の後輩。晴のことが気になる。

### 周辺人物
赤澤勇貴
演 - 杉田雷麟
晴と同じ映像学科の学生で同期。監督。
吉川和也
演 - 櫻井健人
カメラマン。
金森恭子
演 - 藤井千帆
同期の制作部。
横山英志
演 - 河原楓
晴の後輩で助監督。
山内琢磨
演 - 佐久間祥朗
晴とユリが通うコンビニの店員。

### ゲスト

#### 第1話
赤澤組のスタッフ
演 - 中村敦（第2話、最終話）、倉崎隼輔（第2話、最終話）、菖（第2話、最終話）
赤澤監督の映画のスタッフ。

#### 第2話
アマネ
演 - 上田遥（最終話）
赤澤の映画でアマネ役を演じる。
リク
演 - 海上学彦（最終話）
赤澤の映画でリク役として、ユリとのキスシーンも演じている。

## スタッフ
- 監督 - 山元環[1]
- 脚本 - 山元環、灯敦生[1]
- 主題歌 - This is LAST「アウトフォーカス」（SDR）[2]
- プロデューサー - 漆間宏一（テレビ東京）、千葉貴也（テレビ東京）、加藤伸崇（S・D・P）、坪ノ内俊也（R.I.S Enterprise）[4]
- 制作協力 - S・D・P、R.I.S Enterprise[4]
- 製作著作 - テレビ東京[4]

## 放送日程
| 話数   | 放送日  | サブタイトル                 | 脚本   |
| ------ | ------- | ---------------------------- | ------ |
| 第1話  | 3月08日 | 彼女は台風みたいなエイリアン | 山元環 |
| 第2話  | 3月15日 | 俺とはメイクラブ?            | 山元環 |
| 第3話  | 3月22日 | ハタチの結婚生活             | 灯敦生 |
| 最終話 | 3月29日 | 流れた血は緑色               | 灯敦生 |

## 放送局
| 放送期間               | 放送時間                     | 放送局         | 対象地域       | 備考   |
| ---------------------- | ---------------------------- | -------------- | -------------- | ------ |
| 2024年3月8日 - 3月29日 | 金曜 0:30 - 1:00（木曜深夜） | テレビ東京     | 関東広域圏     | 製作局 |
|                        |                              | テレビ大阪     | 大阪府         |        |
|                        |                              | テレビ愛知     | 愛知県         |        |
|                        |                              | テレビせとうち | 岡山県・香川県 |        |
|                        |                              | テレビ北海道   | 北海道         |        |
|                        |                              | TVQ九州放送    | 福岡県         |        |

### ネット配信
| 配信開始月 | 配信サイト         | 配信料金     | 備考           |
| ---------- | ------------------ | ------------ | -------------- |
| 2024年3月  | ネットもテレ東     | 広告付き無料 | 見逃し配信     |
| 2024年3月  | TVer               | 広告付き無料 | 見逃し配信     |
| 2024年3月  | U-NEXT             | 定額制有料   | 独占見放題配信 |
| 2024年3月  | Amazon Prime Video | 定額制有料   | 独占見放題配信 |